# Muscicapa sodhii
La papamoscas de Célebes (Muscicapa sodhii) es una especie de ave paseriforme de la familia Muscicapidae.

## Distribución geográfica y hábitat
Es endémica de las selvas de Célebes.

## Estado de conservación
Se encuentra ligeramente amenazada por la pérdida de su hábitat natural.